# NanaOn-Sha
NanaOn-Sha est une société japonaise de développement de jeu vidéo, basée à Tokyo. Fondée en 1993 par le musicien Masaya Matsuura, la compagnie fut pionnière dans les jeux de rythme. Elle s'est fait connaître en développant PaRappa the Rapper. 

## À noter
En japonais, « NanaOn-Sha » signifie littéralement « SeptièmeSon-Compagnie ». Selon Matsuura, ce nom n'a aucune signification particulière et il a été retenu parce qu'il sonne bien.

## Productions

### Jeux vidéo
- 1996 • Tunin'Glue (Macintosh, Pipp!n)
- 1996 • PaRappa the Rapper (PlayStation)
- 1999 • Vib-Ribbon (PlayStation)
- 1999 • Um Jammer Lammy (PlayStation)
- 2000 • Rhyme Rider Kerorican (Wonderswan Color)
- 2001 • PaRappa the Rapper 2 (PlayStation 2)
- 2003 • Mojib-Ribbon (PlayStation 2)
- 2004 • Vib-Ripple (PlayStation 2)
- 2005 • Tamagotchi Connexion: Corner Shop (Nintendo DS)
- 2006 • PaRappa the Rapper (PlayStation Portable)
- 2006 • Tamagotchi Connection Corner Shop 2 (Nintendo DS)

Les jeux PlayStation ont été produits par Sony Computer Entertainment et les jeux sur les autres supports par Namco Bandai.

### Bandes sonores
Plusieurs jeux de NanaOn-Sha ont été déclinés en CD musicaux ;
- PaRappa the Party Mix
- 1999 • Make It Sweet (MilkCan album)
- 1999 • I Scream!
- 1999 • UmJammer Lammy
- 2001 • PaRappa the Party Mix
- 2001 • PaRappa the Rapper 2

Les albums ont tous étés édités par Sony Records à l'exception de PaRappa the Party Mix, sorti chez Tommy Boy Records.

### Autres
À partir de 2003, NanaOn-Sha a été responsable de la production de la partie sonore d'AIBO, le « robot-chien » de Sony, depuis la troisième génération du modèle (ERS-7). Cela comprend la musique, les effets sonores et les scénarios d'exécution.
En 2004, la société a produit la musique et l'animation du clip musical « Arigato Thank You », destiné à un programme éducatif télévisé.